# Distrito electoral de Brady (condado de Lincoln, Nebraska)
Brady (en inglés: Brady Precinct) es un distrito electoral ubicado en el condado de Lincoln en el estado estadounidense de Nebraska. En el Censo de 2010 tenía una población de 1094 habitantes y una densidad poblacional de 0,86 personas por km².

## Geografía
Brady se encuentra ubicado en las coordenadas 40°59′19″N 100°20′1″O / 40.98861, -100.33361. Según la Oficina del Censo de los Estados Unidos, Brady tiene una superficie total de 1277.52 km², de la cual 1274.25 km² corresponden a tierra firme y (0.26%) 3.27 km² es agua.

## Demografía
Según el censo de 2010, había 1094 personas residiendo en Brady. La densidad de población era de 0,86 hab./km². De los 1094 habitantes, Brady estaba compuesto por el 98.99% blancos, el 0.18% eran afroamericanos, el 0.09% eran amerindios, el 0.27% eran asiáticos y el 0.46% pertenecían a dos o más razas. Del total de la población el 1.46% eran hispanos o latinos de cualquier raza.